# Brandon (Canada)
Brandon è una città canadese situata nella regione sud-occidentale del provincia del Manitoba. Brandon copre un'area di circa 465,16 km². 
Conta una popolazione di 41 511 abitanti è, dopo Winnipeg, la seconda città della provincia.